# Wislicenus (krater)
Wislicenus är en nedslagskrater på planeten Mars. Kratern har en diameter på ungefär 140 km.
1973 uppkallades den efter den tyske astronomen Walter Wislicenus.